# Minnie Smythe
Minnie Smythe, née en 1872 à Londres et morte en 1955, est une aquarelliste britannique spécialisée dans les paysages.

## Biographie
Elle est formée par son père, Lionel Percy Smythe. Elle reçoit son éducation en France, dans le Pas-de-Calais, vers 1890, où ses parents, Alice et Lionel, s'étaient établis en 1879. Par la suite, elle s'installe à Londres. Son œuvre A Cottage Girl est incluse dans le livre Women Painters of the World. Elle expose des œuvres de 1896 à 1939 et est connue pour ses paysages dans le style de son père. Notamment, elle est élue à la Royal Watercolour Society en 1937, où elle expose fréquemment, participant également à des expositions aux Leicester Galleries, Fine Art Society, et à la Society of Women Artists.